# Agromyza masoni
Agromyza masoni är en tvåvingeart som beskrevs av Spencer 1969. Agromyza masoni ingår i släktet Agromyza och familjen minerarflugor. Inga underarter finns listade i Catalogue of Life.